# Javorník (tvrz)
Javorník je zaniklá tvrz ve stejnojmenné vesnici v okrese Trutnov. Její dochované  pozůstatky jsou chráněny jako kulturní památka.

## Historie
O vzniku tvrze nejsou žádné doklady. První zmínka o vsi Javorník je z roku 1291 (podle Encyklopedie českých tvrzí až z roku 1354), dá se tedy předpokládat, že tvrz v této době již stála. Vznikla pravděpodobně v souvislosti s hornickou kolonizací a rýžováním zlata. Poprvé je písemně zaznamenána k roku 1416, kdy ji vlastnil Přech z Javorníka. V majetku pánů z Javorníka se udržela až do roku 1528, kdy ji získal Martin Radikovský z Hrádku, který ji o pět let později prodal Adamovi Zilvárovi z Pilníkova. Byla připojena k pilníkovskému panství a tím ztratila na významu. Zpustla zřejmě ještě v průběhu 16. století.
Na zbytcích tvrze byl vybudován hospodářský dvůr. Později zde byl postaven hostinec. Ten byl zbořen a z na tvrzišti vznikl park.

## Popis
Akropole tvrziště je 2 až 3 metry vysoká. Pod vyšší východní částí je zachován obdélný sklep se silně hrotitou valenou klenbou z lomového kamene.